# Теистический эволюционизм
Теистический эволюционизм (иногда — эволюционный теизм) и эволюционный креационизм — аналогичные концепции, утверждающие, что основные религиозные учения о Боге совместимы с современным научным знанием о биологической эволюции. Коротко говоря, теистические эволюционисты верят в бытие Бога, в то, что Бог является создателем материальной Вселенной и всех видов жизни внутри неё, и что биологическая эволюция является природным процессом творения. Эволюция, следовательно, в этом воззрении является инструментом Бога, служащим для развития человеческой жизни.
Таким образом, теистический эволюционизм не является теорией в научном смысле, а представляет собой отдельное мнение о том, как теория эволюции может быть связана с религиозной верой и религиозной интерпретацией. Сторонники теистического эволюционизма принадлежат кругам, которые отвергают тезис конфликта в отношениях между теорией и религией — они придерживаются позиции, что религиозные учения о творении и «научные» теории об эволюционном развитии не отрицают, а дополняют друг друга.
Основные положения теистического эволюционизма на рубеже 1930—1940-х годов описал французский антрополог, философ и богослов Пьер Тейяр де Шарден.

## Концепция

### Терминология
Термин «теистическая эволюция» (Theistic evolution) был использован исполнительным директором Национального центра научного образования в США (National Center for Science Education) Юджени Скотт (Eugenie Scott) для описания разновидностей теологических мнений о том, что Бог творил мир посредством эволюции. Данное представление имеет спектр вариантов, отличающихся взглядами в отношении масштабов вмешательства Бога в естественные процессы. Некоторые варианты отчасти приближаются к деизму отказом от продолжающегося вмешательства Бога. Другие варианты подразумевают вмешательства Творца в определённые переломные периоды истории (особенно во время появления человека), объясняя этим процесс видообразования.

#### Эволюционный креационизм
Понятие эволюционного креационизма мало отличается от теистического эволюционизма. Эволюционный креационизм утверждает, что Бог-Творец использовал эволюцию для осуществления своего плана. Юджени Скотт констатирует, что с научной точки зрения эта разновидность эволюционизма предпочтительнее, чем традиционный креационизм, несмотря на его название, поскольку он уделяет эволюции намного больше внимания, чем процессу творения, и что этот вариант «вряд ли отличается от теистической эволюции». Скотт ссылается на личное общение с известным эволюционным креационистом Денисом Ламурё (Denis Lamoureux), который сообщил, что «различия между эволюционным креационизмом и теистической эволюцией находятся не в научной сфере, а в теологической: эволюционными креационистами оказываются более консервативные (евангельские) христиане, которые рассматривают Бога более активно вовлечённым в эволюцию, чем большинство теистических эволюционистов».
В описаниях ранних религиозных сторонников эволюционизма подобные взгляды иногда характеризуются как христианский дарвинизм. Но в настоящее время сторонники эволюционизма присутствуют в разных религиях, а концепции эволюционной теории не ограничены одним дарвинизмом.

#### Визионерская теория
Визионерская теория изложена в Толковой Библии Лопухина. Согласно ей, библейский рассказ о сотворении мира в первой главе книги Бытия представляет собой не строго научное и фактически детальное воспроизведение всей истории действительного процесса образования мира, а только его главнейшие моменты, открытые Богом первому человеку — Моисею в особом видении (visio). Моисею Бог показал шесть картинок (слайдов), Моисей каждую картинку наблюдал с высоты птичьего полета и зафиксировал в книге Бытия как день, возникновение и исчезновение картинки в своём сознании зафиксировал в книге Бытия как утро и вечер. Автором визионерской теории в середине XIX века является шотландский геолог-самоучка Хью Миллер, пытавшийся согласовать научные открытия в геологии с библейским повествованием.

#### Альтеризм
Основная статья: Метаисторическое грехопадение
Альтеризмом называют богословскую концепцию, согласно которой сотворённый Богом мир был принципиально иным, нежели мы наблюдаем сейчас, а существующая Вселенная возникла уже после грехопадения человека. Альтеристы признают современные научные данные, в том числе синтетическую теорию эволюции и происхождение человека от общего с обезьяной предка, но рассматривают нынешнее человеческое тело как «ризы кожаные» (Быт. 3:21), данные людям для существования в падшем мире.
Альтеристскую точку зрения высказывали такие мыслители, как Петер Грин, Николай Бердяев, Евгений Трубецкой, Оливье Клеман, епископ Василий (Родзянко), Дэвид Бентли Харт.

### Аргументация
Концепция теистического эволюционизма имеет в своей основе признание результатов исследований эволюционной науки. Теистические эволюционисты придерживаются позиции, что религиозное признание эволюционной биологии ничем принципиально не отличается от признания других наук, таких как, например, астрономия или метеорология. Как и все науки, она опирается на методологическую натуралистическую предпосылку изучения и объяснения природного мира вне зависимости от существования или несуществования сверхъестественного. С этой точки зрения является религиозно и научно корректным реинтерпретировать древние религиозные тексты в свете современных научных данных об эволюции.
Ансельм Кентерберийский охарактеризовал теологию как «веру ищущую понимания», и теистические эволюционисты считают, что поиск рационального понимания должен распространяться так же на сферу отношений между наукой и религией. В свете такого представления авторы, пишущие по данному вопросу, такие как Тэд Петерс (Ted Peters) и Мартинз Хьюлетт (Martinez Hewlett), утверждают, что «лучшая наука и лучшие размышления о Боге тесно связаны». Они рассматривают науку как средство получения оценки, понимания и полезного использования лабиринтов мироздания, которое Бог сотворил для нас.
Такой синтез науки и телеологии, лежащий в основе веры и религиозных учений, может всё же быть охарактеризован как креационизм, придерживающийся мнения, что божественное вмешательство присутствует в абиогенезе, или что божественные законы управляют видообразованием. Однако в креационно-эволюционных спорах теистические эволюционисты обычно являются защитниками эволюции.
Так, в 2004 году тысячи таких представителей христианского духовенства, защищающих гармонию между наукой и религией, выступили в поддержку изучения эволюционизма, создав движение «Проект послания священства», в основе которого находится заявление, в котором говорится:

Мы нижеподписавшиеся, христианское духовенство из множества различных традиций, верим, что вечные истины Библии и открытия современной науки могут комфортно сосуществовать. Мы верим, что теория эволюции является основополагающей научной истиной, покоящейся на строгих исследованиях, в подтверждение которой существует много человеческих познаний и достижений. Отвергать эту истину или трактовать её как «единственную необоснованную в числе других» — значит умышленно воспринимать научное невежество и передавать таковое невежество нашим детям. Мы верим, что человеческий разум, могущий критически мыслить, находится в числе божественных благих даров, и что отказ от полного использования этого дара есть уклонение от воли нашего Создателя.Оригинальный текст (англ.)We the undersigned, Christian clergy from many different traditions, believe that the timeless truths of the Bible and the discoveries of modern science may comfortably coexist. We believe that the theory of evolution is a foundational scientific truth, one that has stood up to rigorous scrutiny and upon which much of human knowledge and achievement rests. To reject this truth or to treat it as 'one theory among others' is to deliberately embrace scientific ignorance and transmit such ignorance to our children. We believe that among God’s good gifts are human minds capable of critical thought and that the failure to fully employ this gift is a rejection of the will of our Creator.
К инициативе христианских священников присоединились также иудейские раввины. «Проект послания священства» ежегодно набирает новых сторонников и по данным на июнь 2010 года насчитывает более 13000 подписей.

### История и известные представители
Часть эволюционных биологов прошлого и настоящего времени по своим убеждениям являются агностиками (самые заметные: Томас Хаксли и Чарльз Дарвин) или атеистами (наиболее известен Ричард Докинз), в то время как другие из них придерживаются тех или иных форм теизма.

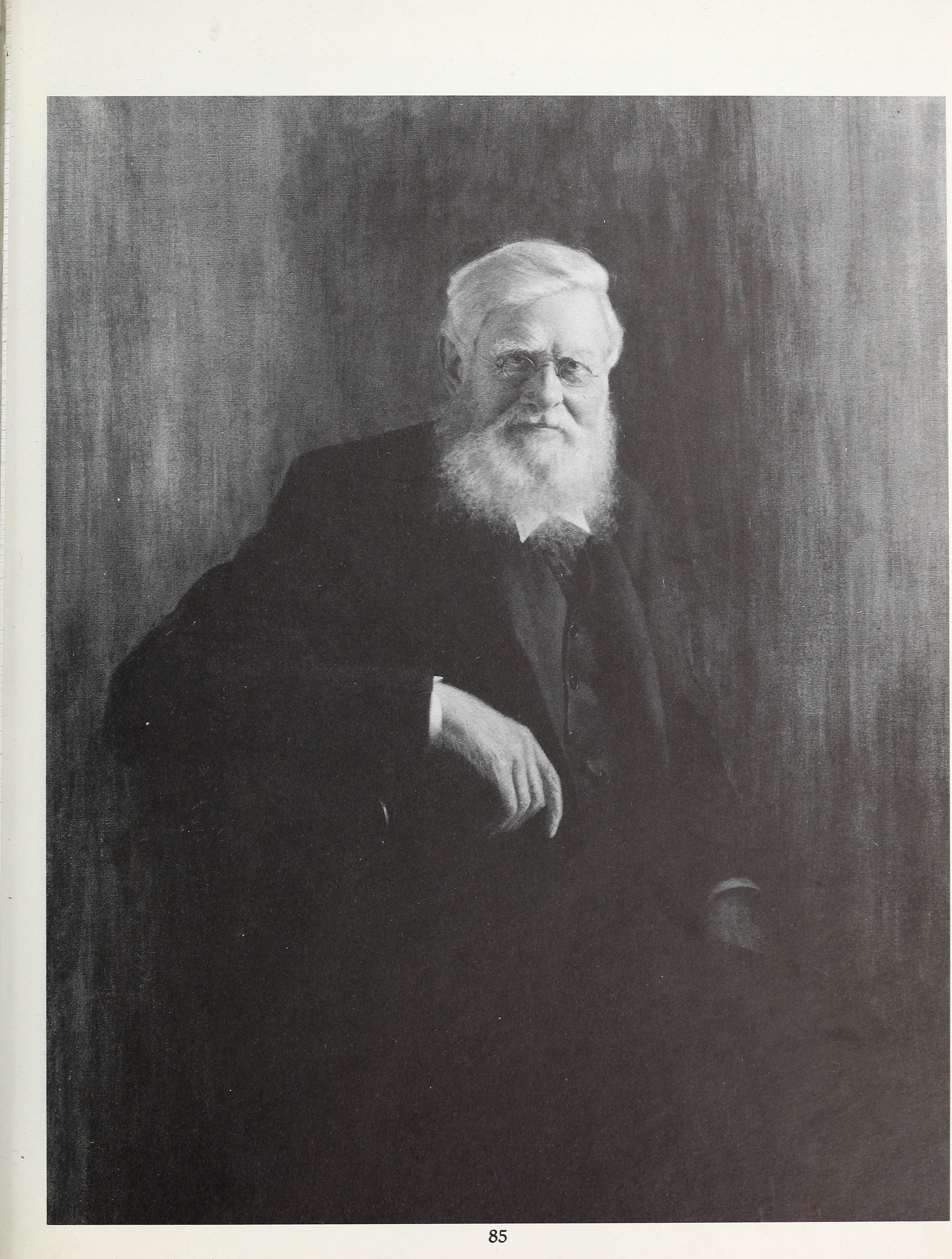
Альфред Рассел Уоллес

Альфред Рассел Уоллес (1823—1913), который обозначил в 1858 году совместно с Чарльзом Дарвином естественный отбор причиной эволюции, в поздние годы жизни являлся деистом. Он видел влияние Высшей Силы в зарождении жизни на Земле, а также в появлении сознания у животных и людей.
Чарльз Дарвин имел длительную дружескую переписку с Эйсой Греем, который являлся одним из ведущих защитников теории эволюции, будучи в то же время преданным пресвитерианином. Грей написал целую серию эссе, посвященных взаимосвязи естественного отбора с религиозными вероучениями и теологией; он поддерживал взгляды теологов, утверждавших, что посредством эволюции Великий Замысел проявляется в любой форме жизни. Дарвин подразумевал Эйса Грея и Чарльза Кингсли, когда сказал: «мне кажется абсурдом сомневаться, что человек может быть пылким теистом и эволюционистом».
Много писал о совмещении теории эволюции и переосмысленного христианского учения видный геолог и палеонтолог своего времени Пьер Тейяр де Шарден (1881—1955), будучи в то же время священником-иезуитом. Рональд Фишер (1890—1962) и Феодосий Добржанский (1900—1975) являлись христианами и разработчиками синтетической теории эволюции. Добржанский, представитель Русской Православной Церкви, написал в 1973 году знаменитое эссе в поддержку эволюционного креационизма, озаглавив его «Ничто в биологии не имеет смысла кроме как в свете эволюции», где он заявил:
Я — креационист и, одновременно, эволюционист. Эволюция является для Бога, или Природы, способом творения. Творение Мира — это не некое событие, произошедшее в 4004 году до н. э.; это процесс, начавшийся порядка 10 миллиардов лет назад и продолжающийся по сей день. […] Противоречит ли эволюционное учение религиозной вере? Нет, не противоречит. Путать Священное Писание со школьными учебниками по астрономии, геологии, биологии и антропологии будет ошибкой. Лишь неверное толкование символов с наделением их смыслом, для которого они не были предназначены, приводит ко мнимым неразрешимым конфликтам. Как отмечено выше, указанная ошибка ведёт к богохульству: Создатель обвиняется в систематической лжи.
Широко известен американский биолог-неодарвинист и генетик Франсиско Айала, лауреат Темплтоновской премии, в прошлом католический священник-доминиканец. Он считает, что между христианством и эволюционной теорией нет существенных противоречий, а эволюционная теория, наоборот, помогает объяснить как совершенство сотворённого Богом мира, так и причину зла в мире. Национальная академия наук США и академический Институт медицины США издали книгу «Наука, эволюция и креационизм» («Science, Evolution, and Creationism»), в которой коллектив авторов во главе с Франсиско Айалой излагают широкому кругу читателей основы эволюционизма, подвергая критике позицию креационистов, которые отвергают теорию эволюции, и одновременно показывают, что эволюционизм может сочетаться с религиозными убеждениями.

## Эволюционизм в религиях
В настоящее время сторонники эволюционизма присутствуют во всех основных религиях. В качестве примера ниже приводится статистика по США в 2007 году. Следует учитывать, что в разных странах мира эти показатели могут существенно отличаться друг от друга. В США много верующих консервативных убеждений, вследствие чего, например, стал возможным «обезьяний процесс», а также был создан религиозный Институт креационных исследований, целью которого стала борьба с теорией эволюции и популяризация так называемого «научного креационизма». Приведённые далее данные социологического исследования показывают, что американцы разделены в отношении признания и отрицания эволюционизма примерно пополам. В странах Европы верующие в основной массе менее консервативны, и столь острого конфликта между эволюционизмом и креационизмом не происходит.
| Религиозные расхождения по вопросу отношения к эволюции в США Процент тех, кто согласен, что эволюция является лучшим объяснением происхождения человеческой жизни на земле Источник: Исследовательский Центр Церкви (Pew Research Center) | Религиозные расхождения по вопросу отношения к эволюции в США Процент тех, кто согласен, что эволюция является лучшим объяснением происхождения человеческой жизни на земле Источник: Исследовательский Центр Церкви (Pew Research Center) | Религиозные расхождения по вопросу отношения к эволюции в США Процент тех, кто согласен, что эволюция является лучшим объяснением происхождения человеческой жизни на земле Источник: Исследовательский Центр Церкви (Pew Research Center) | Религиозные расхождения по вопросу отношения к эволюции в США Процент тех, кто согласен, что эволюция является лучшим объяснением происхождения человеческой жизни на земле Источник: Исследовательский Центр Церкви (Pew Research Center) | Религиозные расхождения по вопросу отношения к эволюции в США Процент тех, кто согласен, что эволюция является лучшим объяснением происхождения человеческой жизни на земле Источник: Исследовательский Центр Церкви (Pew Research Center) |
| --- | --- | --- | --- | --- |
| Буддисты | | | 81% | |
| Индуисты | | | 80% | |
| Иудеи | | | 77% | |
| Неконфессиональные верующие | | | 72% | |
| Католики | | | 58% | |
| Православные | | | 54% | |
| Протестанты основных конфессий | | | 51% | |
| Мусульмане | | | 45% | |
| Чернокожие протестанты | | | 38% | |
| Евангельские протестанты | | | 24% | |
| Мормоны | | | 22% | |
| Свидетели Иеговы | | | 8% | |
| Население США в целом | | | 48% | |

### Христианство
Теистический эволюционизм находит признание внутри множества христианских конфессий: в католичестве, православии, англиканстве и различных направлениях протестантизма.
Теистические эволюционисты, исповедующие христианство, утверждают неуместность использования библейской книги Бытия и других древних текстов в качестве научных, поскольку они писались в преднаучную эпоху, в религиозных дидактических целях. Теистические эволюционисты в основном придерживаются мнения, что следует не интерпретировать библейские тексты Библейский буквализм|буквально]], а учитывать культурно-исторический контекст их написания и их литературные жанры, как это принято библейской критикой. В отношении истории создания мира, изложенной в первой главе книги Бытия (см. 1:1-31), они считают, что творение длилось не неделю, а явилось длительным процессом, происходящим в течение эпохальных периодов и продолжающегося поныне. Это один из возможных способов интерпретации библейских текстов с учётом данных эволюционной науки.
Утверждая, что шесть дней творения возможно понимать не буквально, теистические эволюционисты упоминают о том, что критичное отношение к буквальному прочтению первых глав книги Бытия не является исключительно современным явлением, но и присутствовало у некоторых древних авторов, таких как, к примеру, Ориген или
Августин. Последний, в частности, утверждал, что библейские тексты не должны пониматься буквально, если это входит в противоречие с тем, что известно из науки. Он объясняет, что в намерения Святого Духа не входило размещать в Священном Писании научные знания, поскольку это не относится к вопросам спасения. Сейчас именно этот аргумент используется теистическими эволюционистами. Более того, Августин не рассматривает первородный грех в качестве причины структурных изменений во Вселенной и появления смерти в мире животных. Он даже предполагает, что организм Адама и Евы был создан смертным ещё до грехопадения (и если бы они не согрешили, то обрели бы духовные тела и вечную жизнь). Сторонники теистического эволюционизма находят эти идеи Августина весьма актуальными в наше время.
В результате научных исследований возраста и происхождения Вселенной и жизни многие современные христианские теологи отказались от буквального толкования истории творения книги Бытия в пользу аллегорической или поэтической интерпретаций таких как, например, литературно-структурный взгляд.
Так, теолог и философ Томас Джей Урд заявил: «Библия учит нас, как прийти к бесконечной жизни, но не деталям того, как жизнь стала бесконечной».

#### Католицизм
В настоящее время признание теистического эволюционизма является доминирующей богословской позицией по поводу творения и эволюции в Католической церкви. Одним из наиболее известных и выдающихся первопроходцев в этой области был католический монах и палеонтолог-исследователь Пьер Тейяр де Шарден. Осуждённый при жизни церковными властями, после смерти он снискал известность. И сейчас его идеи всё более привлекают внимание как католических, так и православных верующих эволюционистов.
Официальное дозволение католическим учёным заниматься эволюционными исследованиями вместе с церковным признанием того, что теория эволюции может являться объяснением происхождения человеческого тела (но не души), даётся энцикликой Папы Пия XII Humani Generis в 1950 году:

Авторитетное Учительство Церкви не запрещает, чтобы, в соответствии с современным уровнем человеческих наук и священного богословия, люди, компетентные в обеих областях, изучали и обсуждали теорию эволюции в той мере, в какой она исследует происхождение человеческого тела как результат развития ранее существовавшего живого вещества, поскольку католическая вера обязывает нас считать, что души непосредственно сотворены Богом.Оригинальный текст (англ.)…the Teaching Authority of the Church does not forbid that, in conformity with the present state of human sciences and sacred theology, research and discussions, on the part of men experienced in both fields, take place with regard to the doctrine of evolution, in as far as it inquires into the origin of the human body as coming from pre-existent and living matter — for the Catholic faith obliges us to hold that souls are immediately created by God.
Хотя энциклика Humani Generis разрешает католикам заниматься эволюционными исследованиями, она называет теорию эволюции всего лишь гипотезой. Однако уже понтифик Иоанн Павел II заявил, что теория эволюции — это «больше, чем гипотеза». 22 октября 1996 года Папа Иоанн Павел II обратился к Папской академии наук с речью, в которой упомянул о необходимости поиска новых интерпретаций библейских текстов, когда их буквальное прочтение входит в противоречие с научными открытиями, напомнив в качестве примера печально известную историю осуждения Галилея, и признал достаточную основательность теории эволюции:

В своей энциклике Humani Generis мой предшественник Пий XII уже подтвердил, что не существует противоречий между эволюцией и доктриной веры в отношении человека и его призвания, если только мы не теряем из виду некоторых неизменных истин. Со своей стороны я, когда принял участников пленарного заседания вашей Академии 31 октября 1992 года, использовал [это] событие и показательный пример Галилея, чтобы привлечь внимание к насущной необходимости использования тщательного герменевтического метода в поиске реальной интерпретации боговдохновенных текстов. <…> Принимая во внимание научные исследования нашего века, а также собственные запросы теологии, энциклика Humani Generis трактует доктрину эволюционизма как серьёзную гипотезу, заслуживающую исследования и внимательного изучения совместно с противоположными гипотезами. <…> Сегодня, спустя более чем полстолетия после выхода этой энциклики, некоторые новые полученные данные ведут нас к признанию эволюции более, чем гипотезой. На самом деле замечательно, что эта теория имела постепенно возрастающее влияние на дух исследователей, вслед за серией открытий в различных научных дисциплинах. Сходимость результатов этих независимых [друг от друга] исследований, ни один из которых не был ни запланирован, ни искался [заранее], само по себе является значительным доводом в поддержку этой теории.Оригинальный текст (англ.)In his encyclical Humani Generis (1950), my predecessor Pius XII has already affirmed that there is no conflict between evolution and the doctrine of the faith regarding man and his vocation, provided that we do not lose sight of certain fixed points. For my part, when I received the participants in the plenary assembly of your Academy on October 31, 1992, I used the occasion—and the example of Gallileo—to draw attention to the necessity of using a rigorous hermeneutical approach in seeking a concrete interpretation of the inspired texts. <…> Taking into account the scientific research of the era, and also the proper requirements of theology, the encyclical Humani Generis treated the doctrine of «evolutionism» as a serious hypothesis, worthy of investigation and serious study, alongside the opposite hypothesis. <…> Today, more than a half-century after the appearance of that encyclical, some new findings lead us toward the recognition of evolution as more than an hypothesis. In fact it is remarkable that this theory has had progressively greater influence on the spirit of researchers, following a series of discoveries in different scholarly disciplines. The convergence in the results of these independent studies—which was neither planned nor sought—constitutes in itself a significant argument in favor of the theory.
Католическая церковь передала в компетенцию учёных такие вопросы, как возраст Земли и подлинность ископаемых. Папские официальные заявления совместно с комментариями кардиналов признают заключения учёных о постепенном развитии жизни. Заявление Международной богословской комиссии в июле 2004 года, заверенное подписью кардинала Ратцингера, бывшего тогда президентом комиссии и главой Конгрегации вероучения, а впоследствии Папой Бенедиктом XVI, включает следующий параграф (ссылка на официальный источник отсутствует):

Согласно широким общепризнанным научным исчислениям, вселенная изверглась 15 миллиардов лет назад взрывом, названным «Большим взрывом», и с тех пор расширялась и охлаждалась. Позднее постепенно возникли условия, необходимые для образования атомов, ещё позднее — конденсация галактик и звёзд, и около 10 миллиардов лет спустя образовались планеты. В нашей собственной солнечной системе и на земле (образованной около 4,5 миллиардов лет назад) появились благоприятные условия для возникновения жизни. Несмотря на то, что существует небольшой консенсус среди учёных в отношении того, как объяснить возникновение первых живых микроорганизмов, общепринято соглашение среди них, что первый живой организм находился на этой планете приблизительно 3,5—4 миллиарда лет назад. Поскольку было продемонстрировано, что все живые организмы на земле генетически связаны, поистине несомненно, что все живые организмы происходят от этого первого микроорганизма. Сходящиеся свидетельства многих исследований физических и биологических наук повышают обоснованность аргументации теории эволюции в оценке развития и разнообразия жизни на земле, в то время как продолжается полемика по поводу скорости и механизмов эволюции.Оригинальный текст (англ.)According to the widely accepted scientific account, the universe erupted 15 billion years ago in an explosion called the 'Big Bang' and has been expanding and cooling ever since. Later there gradually emerged the conditions necessary for the formation of atoms, still later the condensation of galaxies and stars, and about 10 billion years later the formation of planets. In our own solar system and on earth (formed about 4.5 billion years ago), the conditions have been favorable to the emergence of life. While there is little consensus among scientists about how the origin of this first microscopic life is to be explained, there is general agreement among them that the first organism dwelt on this planet about 3.5 - 4 billion years ago. Since it has been demonstrated that all living organisms on earth are genetically related, it is virtually certain that all living organisms have descended from this first organism. Converging evidence from many studies in the physical and biological sciences furnishes mounting support for some theory of evolution to account for the development and diversification of life on earth, while controversy continues over the pace and mechanisms of evolution.
Папа Бенедикт XVI называл себя сторонником теистической эволюции, не поддерживал антиэволюционные формы креационизма и концепцию «разумного проекта вселенной». Об этом он сообщил в статье, опубликованной в Германии в 2007 году в составе научного сборника «Творение и эволюция» (Schoepfung und Evolution).
Накануне 200-летия со дня рождения Чарльза Дарвина официальные представители церкви вновь подтвердили, что теория эволюции не противоречит христианскому вероучению. Глава Понтификального совета по культуре Джанфранко Равази заявил, что основы эволюционизма можно проследить уже у святых Августина и Фомы Аквинского. В марте 2009 года под эгидой Святого Престола прошла конференция, посвященная 150-летию выхода в свет главного труда Дарвина «Происхождение видов». На ней также утверждалось, что конфликта между эволюционной теорией и католическим богословием не существует. Папа Франциск также признаёт верность теории эволюции.

#### Православие
В Православии какого-либо официального церковного заявления в отношении эволюционизма не делалось, однако является фактом, что теистический эволюционизм поддерживается частью священства и мирян. В России дискуссии по поводу теории эволюции велись в православной среде ещё в дореволюционное время. В поддержку теистического эволюционизма было написано сатирическое стихотворение А. К. Толстого «Послание к М. Н. Лонгинову о дарвинизме», которое высмеивает цензуру произведений Дарвина. Поэт отрицает буквальную интерпретацию Библии, утверждая, что научные знания опровергают некоторые представления древних библейских авторов: «и Коперник ведь отчасти разошёлся с Моисеем». Стихотворение содержит строки, которые сейчас часто цитируются верующими эволюционистами в России.
О сотворении мира:
Способ, как творил Создатель,
Что считал Он боле кстати —
Знать не может председатель
Комитета о печати.
И о происхождении человека:
Да и в прошлом нет причины
Нам искать большого ранга,
И, по мне, шматина глины
Не знатней орангутанга.
В той или иной мере теистический эволюционизм не отвергался такими богословами, как протоиерей Василий Зеньковский (1881—1962), архиепископ Нафанаил (Львов) (1906—1985), профессор Н. Н. Фиолетов (1891—1943), митрополит Иоанн (Вендланд) (1909—1989), протоиерей Лазарь Милин, протоиерей Николай Иванов (1904—1990), протоиерей Стефан Ляшевский (1899—1986), протоиерей Глеб Каледа (1921—1994), протоиерей Александр Мень (1935—1990), епископ Александр (Милеант) (1938—2005), протодиакон Андрей Кураев и др.
Подробно анализирует личность поэта, известного также произведениями религиозной тематики (например, поэмой о святом Иоанне Дамаскине), и его стихотворение в защиту дарвинизма священник Александр Борисов, кандидат биологических наук, который выступает против библейского буквализма, антиэволюционных форм креационизма и приводит научные данные в поддержку эволюционизма.
Одним из известных популяризаторов идей теистического эволюционизма в современной России стал священник Александр Мень, тоже биолог по образованию. В своём шеститомном труде «История религии» о. Александр Мень излагает вариант трактовки шестоднева в свете данных эволюционной науки, которые он также приводит. Процесс творения о. Александр Мень делит на три глобальных творческих акта: первый — появление материи в результате Большого взрыва (с дальнейшим развитием космоса — галактик и планет), второй — возникновение жизни на земле (вначале — в водной стихии, затем — переход на сушу) и третий — появление человека. По поводу последнего он пишет:

Третий творческий акт потряс мироздание тогда, когда высокоорганизованное существо стало носителем духовной личности и благодаря этому перестало быть животным. Среди диких человекоподобных существ … появился Homo Sapiens — Человек Разумный…

<…> Задолго до Дарвина и Уоллеса в христианской мысли уже высказывалось такое понимание библейского сказания. В 1816 году митрополит Филарет отмечал важность того, что в Книге Бытия человек создан «не единократным действием, но постепенным образованием». Св. Серафим Саровский, объясняя текст Библии, говорил: «До того, как Бог вдунул в Адама душу, он был подобен животному». А во второй половине прошлого века известный русский подвижник епископ Феофан писал в связи с этим: «Было животное в образе человека, с душою животного. Потом Бог вдунул в него дух Свой — и из животного стал человек».
В конце этой темы Мень подводит итог всему сказанному:

Итак, мы видим, что величественная картина мировой эволюции, увенчанной созданием человека, не только не ослабляет религиозный взгляд на творение, но обогащает его, раскрывая бесконечную сложность становления твари. Библейские «дни творения» предстают теперь перед нами в виде грандиозного потока, который вынес животное — природное существо на уровень миров сверхприродных.
Другим известным православным сторонником теистического эволюционизма в России является протодиакон Андрей Кураев. В статье «Может ли православный быть эволюционистом?» он отвергает буквальную интерпретацию шести дней творения книги Бытия и некоторые аргументы фундаменталистов, а также приводит высказывания православных богословов, считающих, что Библия не противоречит эволюционизму: архиепископа Михаила Мудьюгина, профессора А. И. Осипова, протоиереев Василия Зеньковского и Николая Иванова, священномученика Михаила Чельцова.
Протоиерей Серафим Слободской в своём учебнике «Закон Божий» пишет: «эти „дни“ творения не были нашими обыкновенными днями, в 24 часа. Ведь, наш день зависит от солнца, а в первые три „дня“ творения не было ещё и самого солнца, значит, не могло быть и теперешних дней. Библия написана пророком Моисеем на древне-еврейском языке, а на этом языке и день и период времени назывались одним словом „иом“». Слободской пишет более кратко, изложенное у католического священника Фульграна Вигуру:
Следует думать, что выражения „день“ ― др.-евр. יום‬, yôm, „вечер“ ― др.-евр. ערב‬, ‘éreb, и „утро“ ― др.-евр. בקר‬, bôqer, также метафорического свойства... По-еврейски yôm может означать и означает действительно в большинстве мест Библии период неопределенный...Что касается доказательства того, что евреи употребляли иногда метафорически слова вечер и утро, то мы находим его в одном месте книги пророка Даниила, Дан. 8:26,14, где этот пророк поставляет две тысячи триста дней между вечером и утром.  Следующий факт достоин примечания и указывает, кажется, на то, что слова „вечер“ и „утро“ представляют лишь метафорические термины: творение в собственном смысле, т. е. произведение из ничего элементов материи, которое не было предварено каким-либо космическим переворотом, передано под другим обозначением времени, именно как совершившееся в начале. Лишь после первой организации элементов, идет вопрос о дне, вечере и утре
Возможность принятия теистического эволюционизма в православии затрагивается в таком известном церковном учебном заведении как Православный Свято-Тихоновский гуманитарный университет. Так, протоиерей Николай Соколов в лекциях по Ветхому Завету отмечает:

Я, как священник, признаю, что идея создания Богом мира наше кредо, наше убеждение. Господь творит мир; Его Слово творит мир. А то, как творится мир, — это дело науки. То же показывает и бытописатель: от простейшего к сложному. Не сначала появился человек, а потом уже другие млекопитающие, а наоборот: от простейшего к сложному. Природа должна была пройти колоссальный путь развития, чтобы на земле появилась высокоорганизованная материя, появился предок человека в виде человекоподобного существа, способного выживать в любых условиях, вобравшего в себя все лучшее, что было на земле из живой природы. И лишь потом получившего дыхание жизни от Творца.

<…> Господь Своим Промыслом вложил в тварное бытие возможность видоизменения, совершенствования. Называйте это эволюцией или по-другому — как хотите. Для религиозного сознания это не принципиально. Если мы верим, что все создано по Промыслу Божиему, то сам процесс создания интересует ученых или богословов, которые специально занимаются той или иной теорией. Очень важно, чтобы это не было причиной разделения.
Протоиерей Роман Братчик, настоятель Успенского храма города Курчатова Курской области, преподаватель курса «Наука и религия» на факультете теологии и религиоведения Курского государственного университета, выпускник биологического факультета МГУ им. М. В. Ломоносова, работавший в лаборатории эволюционной зоологии и генетики Биолого-почвенного института Дальневосточного научного центра и Институте биологии внутренних водоёмов им. И. Д. Папанина РАН в интервью корреспонденту журнала «Нескучный сад» сказал, что считает эволюцию не просто теорией, а достоверно установленным фактом, а также среди прочего отмечает, что биологически человек имеет множество признаков, говорящих о его сходстве с обезьяной, и в то же время отмечает, что не только в этом весь человек и считает некорректным выражение «человек произошёл от обезьяны».
Из числа православных мирян, активно поддерживающих теистический эволюционизм в России, следует назвать имя Галины Муравник, биолога, научного сотрудника Института вирусных препаратов и преподавателя Библейско-богословского института св. апостола Андрея. Она известна статьями, предлагающими синтез науки и религии в отношении эволюции, феномена смерти, а также научным опровержением попыток создания учебников, пропагандирующих антиэволюционный креационизм.
Кроме Галины Муравник, существуют и другие православные авторы, которые опровергают антиэволюционный креационизм христианских фундаменталистов.
В феврале 2010 года на крупном православном портале «Богослов.ru» были опубликованы подготовленные группой профессиональных биологов (П. Н. Петров, канд. биол. наук; А. В. Марков, доктор биол. наук; К. Ю. Еськов, канд. биол. наук и другие) доказательства эволюции. В публикации присутствует раздел опровержений доводов выступающих против эволюции креационистов.

#### Англиканство
В Англиканском Сообществе поддерживается принципиальная возможность совмещения христианской веры и эволюционизма. Так, например, в вероучении Епископальной церкви США утверждается, что «наука и христианская теология могут дополнять друг друга в поисках истины и понимания». В частности, по вопросу эволюции и творения «Космология Большого взрыва» рассматривается в качестве существования «согласия между обеими концепциями: творения из ничего и продолжительного творения». Эта позиция ясно изложена в Катехизисе Творения (Catechism of Creation) Части II: Творение и наука (Creation and Science). В документе прямо высказывается поддержка теории эволюции и концепции происхождения человека от животного, отвергается буквальное прочтение шестоднева и утверждений фундаменталистов о молодом возрасте Земли.
В одном из своих интервью глава Англиканского Сообщества Архиепископ Кентерберийский Роуэн Уильямс (Rowan Williams) высказал следующее соображение по поводу креационизма, отрицающего эволюцию: 

…креационизм в некотором смысле своего рода ошибка, разновидность категориального заблуждения, как если бы Библия была доктриной, похожей на другие [научные] теории. Независимо от существования библейских расчётов творения, это не теория, аналогичная [научным] теориям. Моя озабоченность состоит в том, что креационизм может в конечном итоге принизить доктрину творения скорее, чем возвысить её.Оригинальный текст (англ.)…creationism is, in a sense, a kind of category mistake, as if the Bible were a theory like other theories. Whatever the biblical account of creation is, it's not a theory alongside theories… My worry is creationism can end up reducing the doctrine of creation rather than enhancing. it
Роуэн Уильямс выступил против преподавания креационизма в школах.
В преддверии празднования 200-летия со дня рожденья Чарльза Дарвина и 150-летия со дня публикации его главного труда «Происхождение видов», глава отдела общественных связей Англиканской епископальной церкви Малколм Браун (Malcolm Brown) высказал убеждение, что церковь должна принести извинения в адрес учёного.

«Чарльз Дарвин, в честь 200-летия со дня вашего рождения (в 1809 году), англиканская церковь приносит вам свои извинения за непонимание и отрицание вашей теории, вызвавшие впоследствии непринятие данной теории во всем религиозном мире», — так сформулировал Малколм Браун извинения в своей статье. «Сейчас действительно важно пересмотреть влияние дарвинистской теории на религиозные учения, тогда и сейчас. В идеях Дарвина нет ничего, что бы противоречило учениям христианской церкви», — утверждает он.
Руководство церкви отметило, что мнение Брауна отражает её позицию.
Известным теистическим эволюционистом является англиканский священник, теолог и молекулярный биофизик Алистер Макграт.

#### Протестантизм
Несмотря на то, что фундаменталистская часть верующих протестантизма, придерживающаяся библейского буквализма, категорично отрицает теорию эволюции, другая часть протестантов остаётся открытой к признанию длительного эволюционного развития. В отличие от первых, последние считают, что религия не должна вторгаться в научную сферу (как и наука — в сферу религиозную), и что такое мирное сосуществование науки и религии допускает признание эволюционизма со стороны религии. К примеру, Объединённая методистская церковь утверждает:

Мы признаём науку в качестве законного объяснения божьего мира природы. Мы подтверждаем обоснованность претензий науки в описании природного мира и в определении того, что является научным. Мы устраняем науку от создания авторитетных претензий в отношении теологических вопросов и теологию — от создания авторитетных претензий в отношении научных вопросов. Мы находим, что научное описание космологической, геологической и биологической эволюции не находится в противоречии с теологией.Оригинальный текст (англ.)We recognize science as a legitimate interpretation of God’s natural world. We affirm the validity of the claims of science in describing the natural world and in determining what is scientific. We preclude science from making authoritative claims about theological issues and theology from making authoritative claims about scientific issues. We find that science’s descriptions of cosmological, geological, and biological evolution are not in conflict with theology.
Одним из протестантских богословов, который ещё в конце XIX века отметил возможность христианского признания эволюционизма, был пресвитерианин Бенджамин Уарфайлд. В то время теория эволюции совсем недавно появилась, и среди верующих преобладало консервативное её отвержение. Бенджамин Уарфайлд не имел полной уверенности в истинности эволюционизма, но допускал дальнейшее его обоснование. Он считал, что при появлении достаточно веских доказательств в пользу эволюционного развития христианство может согласовать своё богословие с наукой. Единственную трудность в отношении этого вопроса он видел в библейском повествовании о сотворении Евы после Адама, из его ребра (верующие эволюционисты интерпретируют это повествование метафорически). В одной из лекций 1888 года Бенджамин Уарфайлд утверждал:

«Я не думаю, что существует какое-либо генеральное заявление в Библии или какая-либо часть сообщения о творении, такая как, например, данное в книге Бытия 1 и 2 [главах] или упомянутое где-нибудь в другом месте, которое требует враждебности к эволюции». [Единственный эпизод, который кажется препятствием, — очень детализированное сообщение о сотворении Евы].Оригинальный текст (англ.)I do not think that there is any general statement in the Bible or any part of the account of creation, either as given in Genesis 1 and 2 or elsewhere alluded to, that need be opposed to evolution. [The sole passage which appears to bar the way is the very detailed account of the creation of Eve].
Другим достаточно интересным примером поддержки теистического эволюционизма является высказывание баптистского проповедника Билли Грэма. Билли Грэм принадлежал к консервативной Южной баптистской конвенции, являющейся одной из основных сил протестантского фундаментализма США. Однако в своих личных убеждениях он придерживался более умеренных взглядов, за что был подвергнут критике со стороны фундаменталистов. Одним из пунктов обвинений в его адрес стало его высказывание 1966 года о возможности христианского признания эволюционизма:

Как вы верите, не затрагивает доктринальные принципы [христианства]. Либо в определённый момент эволюции Бог повеял [духом] на одну особенную человекообразную обезьяну, которая стала Адамом, либо Бог мог взять горсть праха, дунуть и создать человека просто так.Оригинальный текст (англ.)How you believe doesn’t affect the doctrine. Either at a certain moment in evolution God breathed into one particular ape-man who was Adam, or God could have taken a handful of dust and blowed and created a man just like that.
В настоящее время идеи, лежащие в основе теистического эволюционизма, разделяются частью протестантских церквей разных конфессий. Так, например, в США в 2006 году 450 христианских конгрегаций отмечали 197-й день рождения Чарльза Дарвина. В 2006 году в таких мероприятиях приняли участие 467 конгрегаций различных протестантских конфессий: лютеранства, пресвитерианства, методизма, баптизма и многих других. В 2007 году — 618 конгрегаций, причём к США присоединились 5 других стран. В 2008 году — 814 конгрегаций из США и уже 9 других стран. В 2009 году — 1049 конгрегаций из США и 15 стран мира. На сайте «Эволюционное воскресенье / Проект послания священства» (Evolution Wikend / The Clergy Letter Project) содержится более 100 проповедей, посвящённых христианскому признанию эволюционизма, статьи и книги, а также заявление «Проекта послания священства» в поддержку изучения эволюционизма.

### Иудаизм
В иудаизме теистический эволюционизм распространён в основном в консервативном и реформированном направлениях, а также получает поддержку части ортодоксальных иудеев.
Представители современного ортодоксального течения иудаизма — религиозные модернисты и религиозные сионисты склонны интерпретировать некоторые части Торы аллегорически и готовы частично принять теорию эволюции в том или ином виде. Представители же консервативного и реформированного иудаизма принимают основные постулаты теории эволюции в полной мере.
В поддержку эволюционизма среди ортодоксальных иудеев выступали такие раввины, как Шолом Мордехай Шводрон (1835—1911), Хайес Цви Хирш бен Меир (1805—1855) и Авраам Ицхак Кук (1865—1935).
Большой вклад в принятие эволюции представителями Ортодоксального Иудаизма внес Джеральд Лоуренс Шредер, видный физик и публицист, обучавшийся на кафедре физики в Массачусетском технологическом институте; им написан ряд книг и статей, в которых ученый пытается примирить Иудейскую теологию с современными научными представлениями о Вселенной, насчитывающей многие миллиарды лет, и жизни, развивающейся с течением времени. Другие физики, пишущие на эту тему: Элвин Радковски, Нэтан Авьезер, Герман Брановер, Сирил Домб, Арье Каплан, Егунда Леви. Известным является Натан Слифкин, работы которого встретили сопротивление ультраконсервативных раввинов.

### Ислам
См. Исламские взгляды на эволюцию
Священная книга ислама Коран допускает признание эволюционизма. В Коране, в отличие от библейской Книги Бытия, отсутствует подробное описание сотворения мира, поэтому буквалистский креационизм в мусульманском мире значительно менее распространён, чем в христианском. Современные взгляды многих суннитов на теорию эволюции близки к теистическому эволюционизму. По словам Калида Аниза, президента Британского исламского сообщества, среди мусульман встречается много последователей эволюционного креационизма среди основных мусульманских течений: суннитов и шиитов.
Однако, в тексте Корана выделено утверждение, что люди и джинны созданы Богом. Поэтому часть традиционных мусульман отрицает теорию происхождения видов от общего предка путём эволюции как несовместимую с Кораном, а среди мусульман, принимающих эволюционное учение, многие верят, что человечество было особым Божьим творением. К примеру, Шейх Нух Ха Мим Келлер, американский мусульманин и специалист по исламским законам, утверждает в своем труде «Ислам и эволюция», что вера в макроэволюцию совместима с учением ислама, поскольку она принимает тот факт, что «Аллах — Творец всего сущего» (Коран 13.16), однако человечество является особым творением Аллаха (в лице первого человека Адама: Коран 38:71-76). Шейх Келлер приходит к следующему заключению:
Что касается утверждения, будто бы Человек произошел от нечеловеческих особей, оно ложно, вне зависимости от того, приписывается ли этот процесс природе либо Аллаху, поскольку противоречит факту сотворения Адама, который Аллах открывает нам в Коране. Человек — особое существо, свидетельство тому не только откровение Корана, но и священный секрет, скрытый внутри каждого, — марифа, или способность к Божественному познанию, что присуща лишь людям. Благодаря своей Божественной природе, человек стоит на пороге врат, ведущих к бесконечности, которых не дано достичь больше ни одному созданию в мире. Человек — это нечто большее.

### Индуизм
В индуизме существует широкий спектр взглядов на возникновение жизни, креационизм и эволюцию. Причины возникновения жизни разнятся в своем описании; однако, традиционно считается, что создание жизни во Вселенной, а точнее, её распространение, обеспечивает божество, именуемое Брахма, из Тримурти (троицы) богов, куда также входят Вишну и Шива, которые отвечают за «сохранение» и «разрушение» (Вселенной) соответственно. Некоторые Индуистские школы не воспринимают канонический миф о создании Мира буквально; как правило, и сами истории сотворения вселенной не изобилуют деталями; таким образом у толкователей есть возможность, не противореча канонам, выдвигать теории в поддержку эволюции. Часть индуистов находит подтверждение и предсказание эволюции в древних индуистских писаниях, называемых Веды.

#### День и ночь Брахмы
Ученые Карл Эдуард Саган и Фритьоф Капра обратили внимание на следующее: индуистская концепция «дня и ночи Брахмы», в сравнении с прочими религиозными концепциями, указывает возраст Вселенной, наиболее близкий к тому, что определяют современные исследователи. Теория «дня и ночи Брахмы» постулирует картину мира, созданного божественной волей; этот мир не эволюционирует непрерывно, но движется по кругу из рождений, смертей и перерождений Вселенной. Цитируя Сагана:
Индуизм — единственное из мировых вероисповеданий, посвященное идее того, что Космос сам по себе подвержен бесчисленному, бесконечному множеству смертей и перерождений. Это единственная религия, где ход времени соотносится с представлениями современной космологии. Его циклы, вместо привычных нам дней и ночей, исчисляются днями и ночами Брахмы, длящимися 8,64 миллиардов лет, что больше возраста Земли и Солнца; это около половины времени, прошедшего с момента Большого Взрыва.
Вот что пишет Капра в своей популярной книге «Тао физики: параллели между современной физикой и восточной мифологией»:
Идея периодического сжатия и расширения Вселенной, влекущих за собой обширные изменения пространства и времени, возникала не только в современной космологии, но и в древней Индийской мифологии. Представляя Вселенную ритмично, наподобие живого организма, пульсирующей, Индуист могли строить космологические теории, очень близкие к современным научным моделям.

#### Дашаватары и эволюция
Индийский геолог, доктор Ранкийского университета (штат Джаркханд, Индия) Нитиш Приядарши заметил, что Дашаватары (десять воплощений бога Вишну) последовательно иллюстрируют процесс эволюции жизни на Земле, в соответствии с тем, как его представляет современная биология.
| Аватары    | Описание                                                          | Эволюция |
| ---------- | ----------------------------------------------------------------- | --- |
| Матсья     | Первая аватара это Рыба, единственное существо, живущее в воде.   | Если совместить это с эволюцией жизни на Геохронолигеской шкале, первой сложной формой жизни была рыба, появившаяся в Кембрийский период. |
| Курма      | Вторая аватара имеет форму черепахи (рептилии).                   | В геологии рептилий, появившихся во время Миссисипской подсистемы Каменноугольного периода, также выделяют как следующую основную ступень эволюции. |
| Вараха     | Третья аватара имеет форму Кабана.                                | Эволюция амфибий в сухопутных животных. |
| Нарасимха  | Человек-лев (Нара = человек, Симха = лев) был четвёртой аватарой. | В геологии нет очевидного соответствия этой позиции. Возможно, речь идет об обезьяноподобных людях, давно вымерших предках человека. |
| Вамана     | Пятая аватара — это карлик.                                       | Это может быть связано с первыми людьми, появившимися в эпоху Плиоцена; также это может быть отсылкой к Неандертальцам. Неандертальцы были преимущественно на 12-14 см ниже современного человека, что не соответствует распространенному представлению них, как об «очень низких» и «не более 5 футов ростом». |
| Парашурама | Шестая аватара — человек с топором.                               | Это соответствует появлению первых современных людей в Четвертичный период, либо проживавших в Железном веке. |

Бог Рама, Бог Кришна и Бог Будда были седьмым, восьмым и девятым проявлениями Бога Вишну. Это указывает на физические и ментальные изменения, происходящие в процессе эволюции человека со времен его возникновения.
Британский генетик и эволюционный биолог Д. Б. С. Холдейн также отмечал сходство индуистского мировоззрения с современными эволюционными теориями.

## Деизм
Деизм — это убеждение в существовании Бога, или первопричины, основанное в большей степени на разуме, нежели на вере или откровении. Деизм является религиозно-философским учением, отличным от теизма, где Бог-Творец считается активно вмешивающимся в творение. Большинство деистов верят, что Бог не контактирует с окружающим нас миром и не творит чудеса. Некоторые деисты полагают, что Создатель положил начало Вселенной, разработав систему законов природы, эволюция же была заложена в эту схему.
Так, изобретатель первой вычислительной машины Чарльз Бэббидж опубликовал в 1837 свой неофициальный «Девятый трактат Бриджуотера», где выдвинул следующий тезис: Бог, обладая всемогуществом и провидением, выступает как священный законодатель, создавший законы (или программы), которые в положенное время способствуют возникновению тех или иных видов, что более правдоподобно, нежели непрерывное вмешательство и творение чудес «по случаю» необходимости появления нового вида.
Профессор Энтони Флю, в прошлом атеист, позднее утверждал, что последние исследования зарождения жизни на земле подтверждают теорию о том, что этот процесс был вызван некой формой разума. Во многом, Энтони изменил свои взгляды под влиянием ортодоксального иудейского физика и мыслителя Джеральда Шредера.
Поддерживая дарвиновскую теорию эволюции, Флю утверждал, что она не объясняет сложность форм жизни. Также он утверждал, что исследования в области изучения ДНК «показали, что, учитывая невероятную сложность мероприятий, необходимых для создания жизни, этот процесс был бы невозможен без разумного участия»; впрочем, впоследствии, в интервью Джоану Бейквелу на радио BBC 4 в марте 2005, Флю пояснил: «во что я верю — так это в существование Бога Аристотеля, и Аристотелеву Богу нет дела до человеческих проблем».

## Некоторые современные учёные — теистические эволюционисты
Современные биологи и геологи, являющиеся христианами и тематического эволюционизма
- Палеонтолог Роберт Т. Бэккер;
- Роберт Дж. Бери[англ.], профессор генетики в Университетском Колледже Лондона;
- Микробиолог Ричард Дж. Коллинг[англ.] из Христианского Института в Оливете[англ.], автор «Творец случайности: Соединение созданных из хаоса с Создателем»;
- Генетик Френсис Коллинз, директор Национального Института Здравоохранения США в Бетесде, Мэриленд, руководитель проекта «Геном человека», автор книги «Язык Бога: Ученый представляет очевидность веры»[англ.], где он предлагает ввести термин «БиоЛогос» в теистической эволюции. Коллинз также является основателем Фонд «БиоЛогос»[англ.];
- Биолог Даррелл Фолк[англ.] из Христианского Университета Понт-Лома[англ.] в округе Сан-Диего, Калифорния; автор книги «Достижение мира с наукой»;
- Кеннет Р. Миллер[англ.], профессор биологии в Брауновском университете, автор книги «Бог Чарльза Дарвина: нахождение»[англ.] (Cliff Street Books, 1999 г.), где он обосновывает свою веру в Бога и доказывает, что «эволюция — ключ к пониманию Бога»;
- Биолог и палеонтолог Кембриджского Университета Саймон Конвей-Моррис, известный благодаря своим работам с ископаемыми в формации Бёрджес-Шейл, автор книги «Объяснение жизни: неизменное человечество в единственной Вселенной»[101].
- Антрополог, теолог и философ Пьер Тейяр де Шарден, первым сформулировал понятие теистического эволюционизма[2].

Философы, теологи и ученые, поддерживающие идеи эволюционного креационизма
- Эко-теолог Томас Берри[англ.];
- Джордж Койн[англ.], сотрудник Ватиканской Обсерватории;
- Астроном Оуэн Джинджерих[англ.], сотрудник Гарвардского Университета;
- Теолог и исследователь Нового Завета Том Райт, священник Англиканской Церкви в Дареме[102] и спонсор Фонда «БиоЛогос»[англ.];
- Теолог Джон Хот[англ.], Джорджтаунский университет[103];
- Биохимик и теолог Алистер Макграт, профессор исторической теологии в Оксфордском университете;
- Папа Иоанн Павел II, известный сторонник эволюционной биологии, называвший теории о возникновении человека «больше чем гипотезами»[104];
- Физик и теолог Джон Полкинхорн, профессор Кембриджского Университета;
- Теолог Кейт Вард[англ.], бывший преподаватель богословия в Оксфордском университете, автор книги «Бог, случайность и неизбежность»;
- Теолог-философ Михаил Хеллер, профессор философии Папского университета теологии в Кракове, сотрудник Ватиканской обсерватории;
- Писатель и апологет Клайв Льюис, автор бестселлеров фантастической литературы[105].
- Теолог Карл Барт, профессор, автор религиозных книг и один с самых влиятельных богословов XX века.
- Теолог и библеист Рудольф Бультман, профессор Марбургского университета.
- Философ и теолог Пауль Тиллих, профессор Гарвардского университета[106].
- Теолог Вольфхарт Панненберг, член Баварской академии наук, бывший профессор Мюнхенского университета, автор книги «Почтение к теологии природы»;
- Теолог и философ, протодиакон Андрей Кураев[107];
- Библеист и филолог Андрей Десницкий[108].

## Критика
Нетеистические эволюционисты критикуют теистический эволюционизм в первую очередь за неотъемлемую уверенность в существовании сверхъестественного Создателя. Критиками используется методологический принцип «лезвия Оккама»: утверждается, что для объяснения феномена эволюции достаточно учесть, что он возник вследствие природных процессов (в частности, естественного отбора), и нет необходимости в привлечении какой-либо сверхъестественной сущности, поскольку это лишь добавит новую и излишнюю «переменную» в теорию эволюции. Эволюционный биолог и атеист Ричард Докинз определил теистический эволюционизм в своей книге «Бог как иллюзия» как попытку «тайком впустить Бога через заднюю дверь».
Американский генетик и критик религии Д. А. Койн в книге «Вера против фактов: Почему наука и религия несовместимы» указывает на ряд проблем, встающих перед теологией в связи с научной теорией эволюции. Койн указывает на тот факт, что 99 % всех видов, когда-либо обитавших на Земле, вымерли, не оставив потомков. По мнению ученого, теологи должны объяснить почему любящий и всемогущий Бог не создал все необходимые виды жизни раз и навсегда как описано в Книге Бытия.
Критика младоземельных креационистов направлена на богословские интерпретации теистического эволюционизма (истолкования Священного Писания), а также на согласования интерпретаций теистическими эволюционистами Священного Писания с современными представлениями в науке (геологии, биологии, космологии). По мнению представителей младоземельного креационизма согласования творческой недели с современными научными теориями страдает искусственностью и натянутостью.
По мнению младоземельных креационистов невозможно увязать процесс эволюции с сущностью Любящего Бога; в частности, они не признают существование смерти и страданий до грехопадения человека. Младоземельные креационисты заявляют, что теистический эволюционизм подрывает основы библейского учения, поскольку объявляет описанную в Библии картину творения лишь мифом или аллегорией вместо того, чтобы признать её как исторический факт. Подобный подход трактуется креационистами как капитуляция перед «атеистическим» натурализмом и вызывает их опасения в дальнейшем ограничении Бога «как затычки для неполноты наших знаний», подрывающим христианские доктрины, такие, как, например, воплощение Бога в Иисусе Христе.

Священники Даниил Сысоев и Константин Буфеев считали ТЭ противоречащей Православной вере, последний приводил список из цитат более чем 50 святых, отвергая положения теистического эволюционизма. Святитель Феофан Затворник считал, что Дарвин и его последователи заслуживают анафемы: «У нас теперь много расплодилось нигилистов и нигилисток, естественников, дарвинистов, спиритов и вообще западников, — что ж, вы думаете, Церковь смолчала бы, не подала бы своего голоса, не осудила бы и не анафематствовала их, если бы в их учении было что-нибудь новое? Напротив, собор был бы непременно, и все они, со своими учениями, были бы преданы анафеме; к теперешнему чину Православия прибавился бы лишь один пункт: „Бюхнеру, Фейербаху, Дарвину, Ренану, Кардеку и всем последователям их — анафема!“ Да нет никакой нужды ни в особенном соборе, ни в каком прибавлении. Все их лжеучения давно уже анафематствованы в тех пунктах, которые упомянуты выше».
В РПЦЗ на тему теистического эволюционизма полемизировал иеромонах Серафим (Роуз), утверждая, что «святые Отцы — наш ключ к пониманию Бытия».
Многие представители ортодоксального иудаизма отрицают теорию эволюции и настаивают на буквальном прочтении Торы. Споры о теории эволюции получили наиболее широкую огласку в деле Натана Слифкина: группа выдающихся ультра-ортодоксальных раввинов запретила книги, написанные раввином Натаном Слифкином, где последний развивал идеи теистического эволюционизма в духе Иудейских традиций. Вышеуказанные раввины сформировали Иудейскую оппозицию эволюционизму (Jewish opposition to Darwinian theory), постановив, что книги Слифкина являются ересью, поскольку указывают на некоторые неточности в Талмуде, когда заходит речь о вопросах научного толка, например, о возрасте Земли.
Исламская критика эволюционной теории бывает гораздо более резкой, чем христианская. Одним из наиболее активных противников эволюционизма является турецкий креационист Харун Яхья.